# Grand Prix automobile de Hongrie 2002
GP précédent GP suivant
Le Grand Prix automobile de Hongrie 2002 (Marlboro Magyar Nagydíj 2002), disputé sur le Hungaroring (à 19 km de Budapest) le 18 août 2002, est la 693e épreuve du championnat du monde de Formule 1 courue depuis 1950 et la treizième manche du championnat 2002.

## Classement
| Pos  | N° | Pilote               | Écurie           | Tours | Temps/Abandon                      | Grille | Points |
| ---- | -- | -------------------- | ---------------- | ----- | ---------------------------------- | ------ | ------ |
| 1    | 2  | Rubens Barrichello   | Ferrari          | 77    | 1 h 41 min 49 s 001 (180,368 km/h) | 1      | 10     |
| 2    | 1  | Michael Schumacher   | Ferrari          | 77    | + 0 s 434                          | 2      | 6      |
| 3    | 5  | Ralf Schumacher      | Williams-BMW     | 77    | + 13 s 356                         | 3      | 4      |
| 4    | 4  | Kimi Räikkönen       | McLaren-Mercedes | 77    | + 29 s 479                         | 11     | 3      |
| 5    | 3  | David Coulthard      | McLaren-Mercedes | 77    | + 37 s 800                         | 10     | 2      |
| 6    | 9  | Giancarlo Fisichella | Jordan-Honda     | 77    | + 1 min 08 s 804                   | 5      | 1      |
| 7    | 8  | Felipe Massa         | Sauber-Petronas  | 77    | + 1 min 13 s 612                   | 7      |        |
| 8    | 14 | Jarno Trulli         | Renault          | 76    | + 1 tour                           | 6      |        |
| 9    | 7  | Nick Heidfeld        | Sauber-Petronas  | 76    | + 1 tour                           | 8      |        |
| 10   | 10 | Takuma Satō          | Jordan-Honda     | 76    | + 1 tour                           | 14     |        |
| 11   | 6  | Juan Pablo Montoya   | Williams-BMW     | 76    | + 1 tour                           | 4      |        |
| 12   | 12 | Olivier Panis        | BAR-Honda        | 76    | + 1 tour                           | 12     |        |
| 13   | 17 | Pedro de la Rosa     | Jaguar-Cosworth  | 75    | + 2 tours                          | 15     |        |
| 14   | 25 | Allan McNish         | Toyota           | 75    | + 2 tours                          | 18     |        |
| 15   | 24 | Mika Salo            | Toyota           | 75    | + 2 tours                          | 17     |        |
| 16   | 23 | Mark Webber          | Minardi-Asiatech | 75    | + 2 tours                          | 19     |        |
| Abd. | 22 | Anthony Davidson     | Minardi-Asiatech | 58    | Sortie de piste                    | 20     |        |
| Abd. | 15 | Jenson Button        | Renault          | 30    | Sortie de piste                    | 9      |        |
| Abd. | 16 | Eddie Irvine         | Jaguar-Cosworth  | 23    | Moteur                             | 16     |        |
| Abd. | 11 | Jacques Villeneuve   | BAR-Honda        | 20    | Transmission                       | 13     |        |

## Pole position et record du tour
- Pole position : Rubens Barrichello en 1 min 13 s 333
- Meilleur tour : Michael Schumacher en 1 min 16 s 207 au 72e tour

## Tours en tête
- Rubens Barrichello : 76 (1-32 / 34-77)
- Ralf Schumacher : 1 (33)

## Statistiques
- 3e victoire pour Rubens Barrichello.
- 155e victoire pour Ferrari en tant que constructeur.
- 155e victoire pour Ferrari en tant que motoriste.
- À l'issue de cette course, la Scuderia Ferrari est championne du monde des constructeurs.
- 1er Grand Prix pour Anthony Davidson.